# Rhytidoponera spoliata
Rhytidoponera spoliata är en myrart som först beskrevs av Carlo Emery 1895.  Rhytidoponera spoliata ingår i släktet Rhytidoponera och familjen myror. Inga underarter finns listade i Catalogue of Life.